# Jon Courtenay Grimwood
Pour les articles homonymes, voir Grimwood.
Œuvres principales
- Felaheen
- End of the World Blues

Jon Courtenay Grimwood, né en 1953 à La Valette sur l'île de Malte, est un écrivain britannique de science-fiction et de fantasy.

## Œuvres

### SérieneoAddix
1. néoAddix, Bragelonne no 34, 2002 ((en) neoAddix, New English Library, 1997), trad. Nenad Savic  (ISBN 2-914-37032-6)
2. Le Dragon de Lucifer, Bragelonne no 57, 2003 ((en) Lucifer's Dragon, New English Library, 1998), trad. Nenad Savic  (ISBN 2-914-37057-1)
3. reMix, Bragelonne no 68, 2004 ((en) reMix, Earthlight, 1999), trad. Nenad Savic  (ISBN 2-914-37072-5)
4. rougeRobe, Bragelonne no 91, 2004 ((en) redRobe, Earthlight, 2000), trad. Nenad Savic  (ISBN 2-914-37096-2)

### SérieArabesk
1. (en) Pashazade, Earthlight, 2001
2. (en) Effendi, Earthlight, 2002
3. (en) Felaheen, Earthlight, 2003

### SérieAssassini
1. Lame damnée, Bragelonne no 335, 2011 ((en) The Fallen Blade, Orbit, 2011), trad. Sylvie Delloye  (ISBN 2-352-94487-2)
2. Lame bannie, Bragelonne no 397, 2012 ((en) The Outcast Blade, Orbit, 2012), trad. Alexandre Malagoli  (ISBN 2-352-94601-8)
3. Lame exilée, Bragelonne no 471, 2015 ((en) The Exiled Blade, Orbit, 2013), trad. Benjamin Kuntzer  (ISBN 2-352-94818-5)

### Romans indépendants
- (en) Stamping Butterflies, Gollancz / Orion, 2004
- (en) 9Tail Fox, Gollancz / Orion, 2005
- (en) End of the World Blues, Gollancz / Orion, 2006
- (en) Ashraf Bey, Gollancz, 2008
- Le Dernier Banquet, Terra Nova, 2014 ((en) The Last Banquet, Canongate Books, 2013), trad. Carole Delporte  (ISBN 978-2-8246-0504-3)

## Récompenses
- 2003 : prix British Science Fiction du meilleur roman pour Felaheen
- 2006 : prix British Science Fiction du meilleur roman pour End of the World Blues